# Al Negratti
Albert Edward "Al" Negratti (nacido el 12 de junio de 1921 y fallecido el 25 de octubre de 1994 en Green Bay, Wisconsin) fue un jugador y entrenador de baloncesto estadounidense que disputó una temporada en la BAA, además de jugar previamente en la ABL y la NBL. Fue además entrenador de los Portland Pilots de la NCAA durante doce temporadas. Con 1,91 metros de estatura, jugaba en la posición de ala-pívot.

## Trayectoria deportiva

### Universidad
Su andadura universitaria transcurrió en los Pirates de la Universidad Seton Hall, donde fue una de las piezas clave del equipo dirigido por John "Honey" Russell, que consiguieron un balance de 71 victorias y 7 derrotas.

### Profesional
Comenzó su carrera profesional en los Brooklyn Indians de la ABL, para pasar al año siguiente a formar parte de la plantilla de los Rochester Royals de la NBL, donde en su primera temporada promedió 3,0 puntos por partido, logrando el campeonato derrotando en la final a los Sheboygan Redskins. Al año siguiente sus estadísticas bajaron hasta los 1,3 puntos por partido.
En 1947 fichó por los Washington Capitols de la BAA, con los que disputó el final de la primera temporada de la liga, promediando 2,8 puntos por partido. antes de retirarse, se reencontró con su entrenador de la universidad, "Honey" Russell, en los Schenectady Packers de la liga semiprofesional New York State Professional League.

#### Estadísticas en la BAA

##### Temporada regular
| Temporada | Edad | Equipo              | Liga | P  | TIT | MIN | TC  | TCA | %TC  | 3P | 3PA | %3P | TL  | TLA | %TL  | R.OF. | R.DEF. | REB | ASIS | ROB | TAP | PER | FP  | PTS |
| 1946-47   | 25   | Washington Capitols | BAA  | 11 |     |     | 1.2 | 6.3 | .188 |    |     |     | 0.5 | 0.7 | .625 |       |        |     | 0.5  |     |     |     | 1.8 | 2.8 |
| Total     |      |                     | BAA  | 11 |     |     | 1.2 | 6.3 | .188 |    |     |     | 0.5 | 0.7 | .625 |       |        |     | 0.5  |     |     |     | 1.8 | 2.8 |

### Entrenador
En 1955 se hizo cargo del banquillo de la Universidad de Portland, donde permaneció 12 temporadas, en las que consiguió 163 victorias y 153 derrotas, con una participación en el Torneo de la NCAA en 1959. Posteriormente se hizo con el cargo de director deportivo de la universidad, que compaginaba con su trabajo de profesor de educación física, puesto que ocupó anos más tarde en la Universidad de Nevada, Las Vegas.